# Alvestaepidemin
Alvestaepidemin var ett stort utbrott av salmonella i Sverige 1953. Det rapporterades 9 000 fall och 90 dödsfall. Sjukdomen som då kallades paratyfus orsakades av bakterien Salmonella typhimurium och spreds via förorenade charkuterivaror och kött från slakteriet i Alvesta.

## Epidemi och utbredning
Epidemin startade den 15 juni 1953 och utvecklades till Sveriges genom tiderna största salmonellautbrott, detta trots att smittan, Salmonella typhimurium, var välkänd. Det var den serotyp som var mer eller mindre dominerande i landet vid tiden. Kulmen nåddes 1-2 juli då cirka 220 personer insjuknade per dag. Epidemin började i Kronobergs län, men cirka en vecka efter de första fallen började personer insjukna även i andra delar av landet. Hårdast drabbat blev, förutom Kronobergs län, Göteborg och Stockholms län. Totalt diagnostiserades 8 845 fall av den aktuella salmonellastammen under perioden 9 juni till 28 december 1953 i de drabbade områdena. Av dessa krävde cirka 4 200 sjukvård och cirka 90 personer dog.

## Smittokälla
De första misstankarna riktades mot importerad jäst men när smittan spred sig till områden utanför Kronobergs län började man ana att det var annat som var orsak. Snart blev slakteriet i Alvesta misstänkt, då det levererade kött till de drabbade områdena. Efter inspektion och provtagning verifierades misstankarna. Alvestaslakteriet var källa till smittan. Den 4 juli beslöt Medicinal- och Veterinärstyrelserna att länsstyrelsen i Kronobergs län omedelbart skulle förbjuda all slakt som var avsedd för mat i Kronobergs län och samtidigt uppmanades samtliga länsstyrelser i landet att i samarbete med hälsovårdsnämnderna oskadliggöra alla färskvaror från Alvestaslakteriet.

## Orsaker
Utredningen som gjordes på Alvestaslakteriet efteråt visade att ett flertal orsaker spelat in för smittans framväxt. Huvudorsaken var att ett fåtal smittade djur kommit till slakteriet. Detta förstärktes dock sannolikt av en pågående arbetskonflikt, otillräckliga kylrum på slakteriet, otillräcklig kylning vid frakt och en allmän värmebölja. Av de slaktade djur som efteråt undersöktes var cirka 15 procent smittade med salmonella. Vissa dagars produktion var de smittade djuren upp till 50 procent.

## Efterspel
Trots dramatiken ledde Alvestaepidemin fram till ett antal förbättringar. Intensivt arbete påbörjades för att begränsa förekomsten av salmonella i svenska matvaror. Salmonella infördes i epizootilagen och slakterihygieniska normer skapades. Vid Statens bakteriologiska laboratorium (SBL) inrättades en särskild epidemiologisk avdelning, vilken i dag är Avdelningen för epidemiologi och utvärdering vid Folkhälsoinstitutet i Stockholm. Statsbidrag utgick för att bygga regionala mikrobiologiska laboratorier. Man rekommenderade att alla med misstänkt mag-tarmsmitta skulle lämna avföringsprov för salmonelladiagnostik, så man snabbt skulle kunna agera vid upptäckt salmonellainfektion.
Slakteriindustrin drabbades av en djup förtroendekris och konsumenterna ratade många köttprodukter tiden efter utbrottet. För att återskapa kundförtroendet satsade branschen på en garanterat salmonellafri helkonserv och lät den samtida filmkändisen och kocken Erik "Bullen" Berglund låna både ansikte och förtroendeingivande namn till produkten – Bullens pilsnerkorv.